# Ы
Ы (minuskule ы) je písmeno cyrilice.
Písmeno se vyvinulo z posloupnosti písmen ъі a postupně došlo k jeho zjednodušení. Tento proces je zachycen i v názvu tohoto písmene jery (ъ – jer, і – y).
Písmeno se vyskytuje v běloruské, ruské, mongolské a rusínské azbuce. V ukrajinské azbuce slouží k zápisu stejné hlásky písmeno И.